# Connie Francis Sings Italian Favorites
Connie Francis Sings Italian Favorites es el quinto álbum de estudio de la cantante estadounidense Connie Francis, publicado en noviembre de 1959 a través de MGM Records.

## Antecedentes
El álbum consiste de canciones tradicionales de Italia y de Nápoles, así como también de canciones contemporáneas como "Volare" y "Piove", las cuales atraerían fama internacional después de registrarse en el Festival de la Canción de Eurovisión en 1958 y 1959.
El álbum fue grabado desde el 22 hasta el 27 de agosto de 1959, en los famosos estudios de EMI, Abbey Road en Londres bajo la dirección musical de Tony Osborne y fue publicado en noviembre de 1959.

## Lista de canciones
Créditos adaptados desde las notas del álbum.
| Lado uno |                             |          |  |
| N.º      | Título                      | Duración |  |
| 1.       | «Comm'e Bella a Stagione»   | 1:52     |  |
| 2.       | «Anema e Core»              | 3:06     |  |
| 3.       | «Arrivederci Roma»          | 2:58     |  |
| 4.       | «You Alone»                 | 2:58     |  |
| 5.       | «Volare»                    | 3:15     |  |
| 6.       | «Non Dimenticar»            | 3:19     |  |
| 7.       | «Toward the End of the Day» | 2:39     |  |

| Lado dos |                                   |          |  |
| N.º      | Título                            | Duración |  |
| 1.       | «Ciao, ciao Bambina»              | 2:52     |  |
| 2.       | «Mama»                            | 3:57     |  |
| 3.       | «Do You Love Me Like You Kiss Me» | 2:40     |  |
| 4.       | «I Have but One Heart»            | 3:33     |  |
| 5.       | «There's No Tomorrow»             | 2:57     |  |
| 6.       | «Santa Lucia»                     | 3:12     |  |
| 7.       | «Come Back to Sorrento»           | 2:57     |  |